# 卢姆达河畔阿伦多夫
卢姆达河畔阿伦多夫（德語：Allendorf (Lumda)），简称阿伦多夫（德語：Allendorf，發音：[ˈaləndɔʁf] ⓘ），是德国黑森州吉森行政区吉森县的城市，面积22.05平方千米，2023年12月31日人口为4,101人。